# Сидоренко Федір Станіславович
Федір Станіславович Сидоренко (20 грудня 1999) — український голболіст, срібний призер літніх Паралімпійських ігор 2024 року. Майстер спорту України. Чемпіон Європи 2016 та 2018 років. Срібний призер чемпіонату Європи 2019 року. Чемпіон Чемпіонату Європи 2023 року. Срібний призер міжнародного турніру 2024 року. 

## Державні нагороди
- Орден «За заслуги» III ст. (18 вересня 2024) — За досягнення високих спортивних результатів на ХVІІ літніх Паралімпійських іграх у місті Парижі (Французька Республіка), виявлені самовідданість та волю до перемоги, утвердження міжнародного авторитету України[1]